# Joop van den Ende

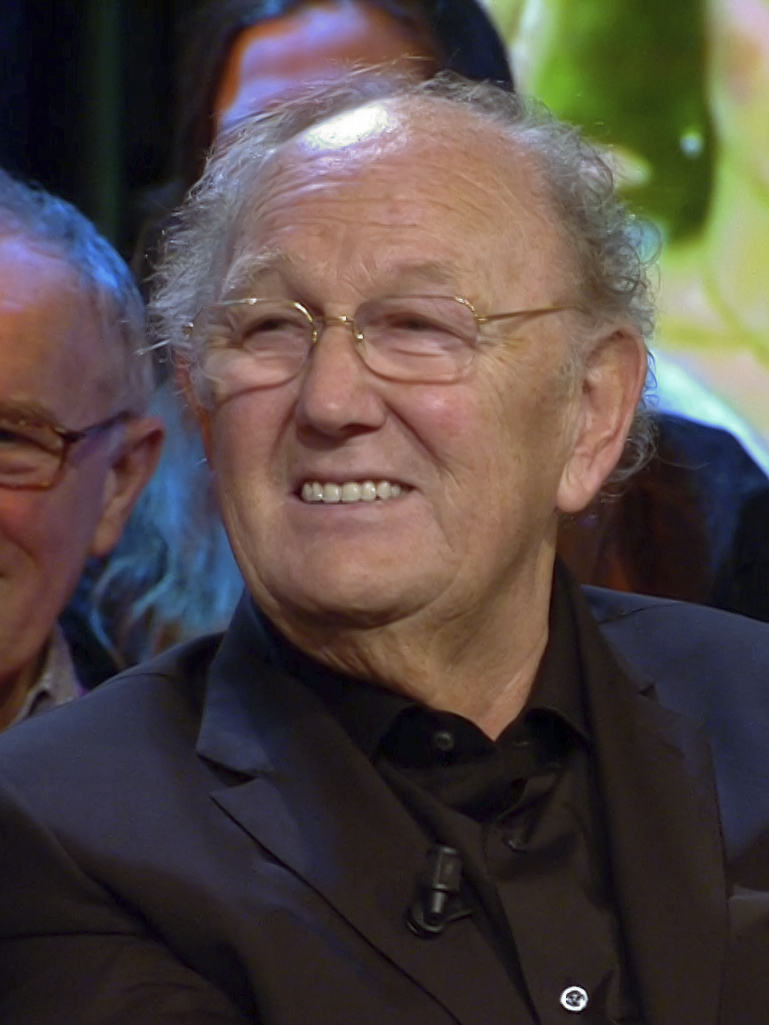
Joop van den Ende (2018)

Johannes Adrianus (Joop) van den Ende, född 23 februari 1942 i Amsterdam, är en nederländsk toppchef och mediemagnat.  
Joop van den Ende är utbildad snickare och tekniker.  1956 medverkade han för första gången i en teaterpjäs och som 17-åring köpte han rättigheterna till TV-serien Batman. 1960 medverkade han som clownen Tako i ett barnprogram.  Joop var också programledare och hade en kabaré med musikaliskt stöd av dans- och underhållningsorkestern The Rhythm Jiggers under ledning av Theo Coupon.  Joop van den Ende ville själv bli artist men han saknade talang. Därför startade Joop 1962 en butik för festartiklar och en teaterbyrå. Dessutom satte han upp en revy med en då okänd komiker André van Duin. Dessa revyer fick stor framgång och Joop blev för första gången ett välkänt namn i Nederländerna. 
1966 blev han manager för gruppen Mokum Beat Five. I början av 1970-talet producerade han sina första teaterproduktioner för TV med bl.a. Jeroen Krabbé, Willy van Hemert, Ko van Dijk och Rudi Falkenhagen. Under de kommande åren gjorde Joop olika framgångsrika TV-produktioner som exempelvis Dagboek van een Herdershond (1971), de Playbackshow, de Soundmixshow och de Surpriseshow (alla med Henny Huisman) och Goede Tijden, Slechte Tijden. 1975 skapade han också den nederländska TV-serien Bassie en Adriaan.
1989 började Joop på TV-kanalen TV10. Kanalen fick dock inget sändningstillstånd i Nederländerna och Joop sökte sig istället till den mindre framgångsrika kanalen RTL Veronique.  
1993 slog Joop upp portarna för Circustheater i Scheveningen med musikalen Les Misérables. 1994 började han samarbeta med den dittills närmaste största konkurrenten John de Mole. Tillsammans startade de produktionsbolaget Endemol som några år senare introduceras på börsen.
I början av 1990-talet försökte Joop ta sin in på Broadway med musikalen Cyrano. Musikalen floppade och Joop led stor ekonomisk förlust. Även TV-nöjesparken ShowbizCity som öppnades 1997 kostade honom mycket pengar.  1999 försämrades Joops hälsa och han valde därför att året därefter lämna Endemol (som vid det laget köpts av spanska Telefonica. Han sålde sin andel på 26%, blev miljardär, och fokuserade hädanefter helt på att producera stora musikaler i Nederländerna, Tyskland och USA via sitt produktionsbolag Stage Holding.
2001 grundade han tillsammans med sin fru VandenEnde Foundation
2002 köpte han det tyska konkursdrabbade musikalproduktionsbolaget Stella, artistskolan Stella Academy samt tog över dess elva stora musikalproduktioner och teatrar i Tyskland. De följande åren expanderade Stage Holding i Spanien, Frankrike, Italien, Storbritannien och Ryssland. 2003 blev Joop via Stage Holding vid en nyemission delägare i svenska StagePool AB och blev affärspartner med bl.a. Erik Penser och Björn Ulvaeus (vars musikal Mamma Mia! han satt upp i både Tyskland och Spanien. Bolaget bytte 2005 namn till Stage Entertainment. Den 3 april 2006, köpte han via sin investmentfond VandenEnde & Deitmers Crossmedia Fund 30% av aktierna i TV-produktionsbolaget Eyeworks.  
Joop van den Ende bor i Baarn och är gift med Janine Klijberg, med vilken han har två barn, Iris och Vincent. Han har också en son från sitt första äktenskap.